# Charles W. Waterman
Charles W. Waterman (Waitsfield, 1861. november 2. – Washington, 1932. augusztus 27.) az Amerikai Egyesült Államok szenátora (Colorado, 1927–1932).